# Dunnerdale-with-Seathwaite
Dunnerdale-with-Seathwaite – civil parish w Anglii, w Kumbrii, w dystrykcie (unitary authority) Westmorland and Furness. W 2001 miejscowość liczyła 129 mieszkańców.